# HD120059
HD120059 — хімічно пекулярна зоря спектрального класу B8, що має видиму зоряну величину в смузі V приблизно  8,8.
Вона  розташована на відстані близько 1217,0 світлових років від Сонця.

## Пекулярний хімічний склад
Зоряна атмосфера HD120059 має підвищений вміст 
Si
.